# Al-Anbiya
Al-Anbiya (arabisch الأنبياء, DMG al-Anbiyāʾ ‚Die Propheten‘) ist die 21. Sure des Korans, sie enthält 112 Verse. Die Verkündigung der Sure fällt in die letzten Jahre der zweiten mekkanischen Periode (615–620), wobei es in späterer Zeit noch zu redaktionellen Eingriffen kam.
Die Sure beginnt mit allgemeinen Aussagen über die prophetischen Sendungen und den Monotheismus. Ab Vers 48 erwähnt sie dann, ihrem Namen entsprechend, zahlreiche Propheten, beginnend mit Moses und Aaron, Abraham und sein Kampf gegen Götzendiener, Isaak und Jakob, Lot, Nuh, Dawud und Salomo, Ijob, Ismael, Idris und Dhu l-Kifl, Jonas, Zakariya und sein Sohn Yahya, Isas, sowie Maria bis zu Gog und Magog. Den Schlussteil der Sure bilden Aussagen über das Endgericht und die prophetische Sendung Mohammeds.